# Chill Out
Chill Out este primul album de studio creat de The KLF, lansat în februarie 1990. Un album conceptual ambient house, ce portretizează o călătorie mitică din timpul nopții pe Gulf Coast din Texas spre Louisiana. Albumul e o compoziție continuă, în care sample-uri de muzică (incluzînd artiștii Elvis Presley, Fleetwood Mac, Acker Bilk și interpreți Tuva), sample-uri vocale și efecte sonore sunt suprapuse cu muzica originală.

## Context

### Compoziție și înregistrare
Chill Out este o singură compoziție muzicală continuă ce are multe secțiuni distinctive, fiecare dintre acestea fiind ori un segue sau o introducere a următoarei părți. Albumul ca întreg este o progresie, cu percuție, ce este treptat întrodusă în decursul celei de-a doua jumătăți. The KLF au susținut în interviuri că albumul a fost înregistrat într-o ședință "live" de 44-minute, în studio-ul lor, Trancentral, localizat în subsolul membrului The KLF Jimmy Cauty, din Stockwell, Sudul Londrei.  Aceasta a fost înregistrare de pe un DAT pe o editare DAT "live" — în esență Chill Out este "cel mai bun" din multiplele ore de colaborare ca jam session de DJi de ambient, în care a participat și Alex Paterson de la The Orb. Acestea au avut loc ambele, la Trancentral și lunar la 'Land of Oz' din clubul Londonez, Heaven. Cauty a declarat, "Setul nu conține editări. Doar de câteva ori apropiindu-ne de final făceam cîte o greșală și trebuia să o luam totul iar de la început".  Potrivit co-fondatorului formației The KLF, Bill Drummond, albumul a luat două zile pentru a fi finalizat. Record Collector a comparat metoda creării celor de la The KLF: "În timp ce dinozaurii electronici precum Jean Michel Jarre șiKlaus Schulze se zideau înșiși cu grămezi de sintetizatoare, calculatoare și dispozitive electronice, KLF a făcut opusul-creării unei lucrări, meșteșugăresc mânuită caChill Out doar cu mijloacele de bază de supravețuire muzicală."
După înregistrare, duo-ul s-a gîndit ca sunetulsă fie  evocator al unei călătorii prin Sudul Americii. Drummond a declarat "Nu am fost niciodată în acele locuri. Nu știu cum sunt acele locuri, dar în capul meu, îmi puteam imagina acele sunete venind din acele locuri, doar uitîndu-mă la hartă."  Titlurile părților sunt descrieri poetice, adesea propoziții întregi, ce constituie declarații ale timpului, locului și situației, de-alungul călătoriei pe Coasta Gulf Coast.
Albumul conține multe elemente muzicale recurente, ce se unesc și îmbină părțile într-un înreg colectiv. Caracteristicele comunune ale majorității părților includ sintetizatoare de fundal eterice, folosirea ecoulului a ornamentului fals precum și sample-uri din natură și transport și punctuații de loop-uri moi de sintetizator prin agitări bruște de sunete armonioase. Zona Deep South e reprezentată diferit, folosind contibuții originale ale pedalii de fier de la Graham Lee și sample-uri emoțional încărcate din radiodifuziunea Americană: o predică evanghelică, un șir de sample-uri ale unui vînzător foarte aprins, și, în "Madrugada Eterna", știri detaliate ale unui accident rutier fatal.
Cu tot cadrul specific american, Chill Out este un album multi-etnic, călătoria sa ducînd prin păscutul oilor de ciobeni, radiodifuziuni Rusești, cîntăreți Tuva ("Dream Time in Lake Jackson"), păsări exotice, și vocalul feminin African din piesa "Justified and Ancient", de pe albumul 1987 (What the Fuck Is Going On?) al proiectului The JAMs, ce ulterior a devenit The KLF.
Elemente din single-urilor "Pure Trance" ale The KLF "3 a.m. Eternal" și "Last Train to Trancentral" sunt aduse în prim plan în timpul celei de-a doua părți a albumului, ce progresează de la synth-uri minimaliste  în deschiderea jumătății. Similar, sample-uri din lucrările altor artiști apar în timp ce  compoziția evoluează, armonizînd cu instrumentația originală The KLF.
Părți din ședințele originale Trancentral și Land Of Oz ce nu au fost folosite în Chill Out au fost dezvoltate pentru a deveni parte a single-ului The Orb, "A Huge Ever Growing Pulsating Brain That Rules from the Centre of the Ultraworld" și al albumului ambient KLF Communications, Space.  Sunt de asemenea cîteva înregistrări bootleg disponibile cu versiuni adiționale.

### Sample-uri identificate
Sample-urile folosite în Chill Out au contribuit fundamental la caracterul compoziției. În special, recurentele efecte sonore sample-uite ale materialului rulant și alte transporturi ilustrează conceptual de călătorie, adesea în timpul tranziției dintre părțile albumului. Multe dinntre aceste efecte sunt luate de pe versiunea de CD din  1987 a albumului Authentic Sound Effects Volume 2 lansat de casa de discuri Elektra Records' .  Piesele folosite sunt "Crossing Bells and Horn with Electric Train Pass" și "Short Freight Train Pass", împreună cu versiunile  procesate ale "F18 Diamond Fly-By", "Dodge Van Starts, Drives Out", și "Surf".  Sunt utilizate de asemenea și sample-uri ale posturilor de radio Americane, Britanice și  Rusești, inclusiv BBC pips și zornăitul din emisiunea lui Tommy Vance, Friday Rock Show de pe BBC Radio 1: "Rock la radio în anii ’90 și după".
Albumul conține sample-uri de melodii distinctive din înregistrări muzicale ale altor artiști: single-ul din 1969, ce a atins poziția numărul 2 în Topul Britanic a lui Elvis Presley, "In the Ghetto", single-ul numărul 1 în Topul Britanic din 1968, Albatross al trupei rock Fleetwood Mac și single-ul numărul 1 în Topul Britanic din 1961, al clarinetistului englez Acker Bilk, "Stranger on the Shore" toate cu trasături proeminente, în fiecare caz aranjate ca un acompaniament la muzica originală.  Compozitorii acestor șlagăre au primit credite de co-scriere pentru "Elvis on the Radio Steel Guitar in My Soul", "3am Somewhere out of Beaumont", și respectiv "A Melody from a Past Life Keeps Pulling Me Back", iar interpreților le sunt aduse mulțumiri în notele de album din Chill Out. Lui Boy George îi sunt aduse de asemenea mulțumiri, sub pseudonimul Jesus Loves You, pentru un sample de pe single-ul "After the Love", ce e trecut pe "3am Somewhere out of Beaumont". Sample-uri scurte din instrumentalul Eruption, al trupei hard-rock americane Van Halen apar pretutindeni în piesa "A Melody from a Past Life Keeps Pulling Me Back". Puțin peste minutul 2:00 al părții "The Lights of Baton Rouge Pass By", poate fi auzit un sample de sintetizator din hit-ul acid house, Pacific State din 1989 al formației 808 State.

## Recenzii și influețe
La momentul lansării Chill Out', revista Q Magazine l-au numit o "coloană sonoră impresionistă " al cărei "eforturi electronice spartane dar melodice se domolesc ușor prin spațiile larg deschise", și au conchis prin a spune că album este " în sine atât imaginativ cît și de succes în inducerea unei fericite stări de pace și relaxare (cel puțin noaptea)."  Revista NME a descries Chill Out drept un "o revoltă de apă curgătoare, cîntece de păsări și uter de muzică electronică".  Cei de la The Face au propus că dacă ascultătorul nu se află sub influența drogurilor, albumul sună "pompos fără speranță și aproape clasic."
Allmusic i-a acordat albumului 5 stele și l-au numit "unul din cele mai esențiale albume ambient."  Într-o recenzie retrospectivă din 1994, Q Magazine i-au numit pe cei de la  The KLF " înaintea timpului lor" și au adăugat că "faptul că Chill Out a fost văzut în mare parte drept un exercițiu de urinare , direcționată momentelor în care asemenea picturi sonore formează tinerele cariere și transformă stările de amărăciune în unele tămăduitoare, pline de cunoaștere ." The Times a numit albumul "căderea clasică al trupei The KLF ".
Într-un articol din 1996, Mixmag a numit Chill Out al cincilea cel mai bun album dance al tuturor timpurilor, menționîndu-i pe Jimmy Cauty și Alex Paterson ca fiind "cei ce au comunicat primul impuls" în muzica ambient prin set-urile lor de DJ în nopțile "seminale" de house la 'Land Of Oz'. Mixmag declară că "Chill out este o splendidă peticire de sunet, zgomot și melodie... sample-urile sunt cu grijă țesute într-o frumoasă plasă de păianjen de sunet."  În contrast, revista Americană Trouser Press a comparat Chill Out cu "o înregistrare  accidentală a ședinței trupei Pink Floyd dn 1970, în timpul căreia toți participanții ori au plecat sau au adormit ", adăugînd că "este o coloană sonoră atenuată într-un mod placut a unui film inexistent ce este ușor de uitat."
Recenzia "reconsiderare" din Stylus Magazine găsește Chill Out a fi "mai puțin o mahmureală și mai mult o lentă trezire pentru o nouă zi" și un album care "încet își dezvăluie farmecele".
În iulie 2004, colectivul Britanic Popdamage interpretează Chill Out "reconstruit" sub forma unui spectacol live la festivalul musical The Big Chill. Multe din sample-urile vocale și muzicale au fost recreate live pe scenă.

## Teme
Folosirea unei călătorii drept fir muzical unificator sau conceptual este prezentă de cîteva ori în lucrările lui Cauty și Drummond, inclusiv The White Room, "Last Train to Trancentral", "Justified and Ancient" și "America: What Time Is Love?".  Albumul lui Cauty, Space și albumul de debut al The Orb, The Orb's Adventures Beyond the Ultraworld, întrebuințează de asemenea conceptul călătoriei.
Oile, ce apar pe coperta albumului Chill Out, au devenit o temă pentru toate creațiile ulterioare KLF, ce sunt prezente în video-ul ambient Waiting,  artworkul  albumului The White Room, și mai tîrziu - într-un gest macabru - la apariția lor controversată din cadrul ceremoniei Premiile BRIT din 1992. Cînd au fost întrebați de notele albumului Chill Out, Drummond a explicat:
| “ | Acesta e un lucru foarte Englezesc și a fost și vibe-ul scenei rave aici. Cînd aveam acele petreceri mari rave Orbital prin țară, iar tu dansai toată noaptea și apoi răsărea soarele dimineața, după care tu erai înconjurat de acele îmrejurimi Englezești de la sat... noi am vrut ceva ce ar fi reflectat aia, acel sentiment pe care îl ai după petrecerea rave, iată pentru ce am vrut muzica. | ” |

În același interviu Drummond a menționat albumul Atom Heart Mother al Pink Floyd, ce l-a aprovizionat cu inspirație.
Bill Drummond și-a documentat afinitatea sa pentru pedala metalică și muzica country, afirmînd că deși el "iubește toate felurile de muzică,... doar muzica country e unica cu care el s-a putut identifica", și declarînd că: "plînsetul chitarei pedală metalică este sunetul din adîncurile inimii ce sunt răscolite".
În august 1990, a fost lansat single-ul "What Time Is Love? (Remodelat & Remixat)". Acesta cuprindea Mix-ul ambient house "Virtual Reality", ce relua multe elemente din Chill Out.

## Personal
Jimmy Cauty și Bill Drummond sunt creditați în descrierea albumului ca "compoziție, compilație și colaționare". Graham Lee, chitarist al trupei The Triffids, a contribuit la album interpretînd la chitara pedală metalică originală, aducîndui-se mulțumiri în notele albumului. Pedala sa metalică este prezentă și în albumul solo a lui Drummond din 1986, The Man, și pe piesa "Build a Fire", de pe albumul The KLF, The White Room din 1991. Programatorului și clapetistului regulat al The KLF, Nick Coler, îi sunt adusea de asemenea mulțumiri în notele de album, îmreună cu co-fondatorul proiectului muzical The Orb, Alex Paterson. Datorită îngrijorării crescînde a lui Paterson, că The Orb nu ar trebui să fie perceput ca un proiect lateral al The KLF, The Orb s-a destrămat în aprilie 1990, Paterson păstrînd numele. Următorul release LP ambient Space — ce a fost la origine destinat drept albumul de debut al The Orb —l-a avut creditat numai pe Cauty.

## Lista pieselor
Pentru prezentarea listei pieselor din Chill Out se folosesc momentele de început și respectiv sfîrșit ale părților, în locul sistemului convențional de numerotare, indicînd la considerarea albumului ca o singură compoziție. Pentru release-ul original pe CD al KLF Communications, întregul album a fost trecut ca o piesă.
1. "Brownsville Turnaround on the Tex-Mex Border" – 1:43
2. "Pulling out of Ricardo and the Dusk is Falling Fast" – 1:29
3. "Six Hours to Louisiana, Black Coffee Going Cold" – 3:01
4. "Dream Time in Lake Jackson" – 2:37
5. "Madrugada Eterna" – 7:41
6. "Justified and Ancient Seems a Long Time Ago" – 1:09
7. "Elvis on the Radio, Steel Guitar in My Soul" – 2:40
8. "3 a.m. Somewhere out of Beaumont" – 9:50
9. "Wichita Lineman Was a Song I Once Heard" – 5:57
10. "Trancentral Lost in My Mind" – 0:56
11. "The Lights of Baton Rouge Pass By" – 3:26
12. "A Melody from a Past Life Keeps Pulling Me Back" – 1:51
13. "Rock Radio into the Nineties and Beyond" – 1:27
14. "Alone Again with the Dawn Coming Up" – 0:19